# NGC 53
NGC 53 este o galaxie spirală barată inelată localizată în constelația Tucanul. A fost descoperită în 15 septembrie 1836 de către John Herschel.

## Vezi și
- Galaxie spirală barată
- Listă a obiectelor NGC (1–1000)
- Tucanul (constelație)

## Legături externe
- NGC 53 la WikiSky: DSS2, SDSS, GALEX, IRAS, Hydrogen α, X-Ray, Astrophoto, Sky Map, Articole și imagini
- SEDS